# 세계 육상 선수권 대회

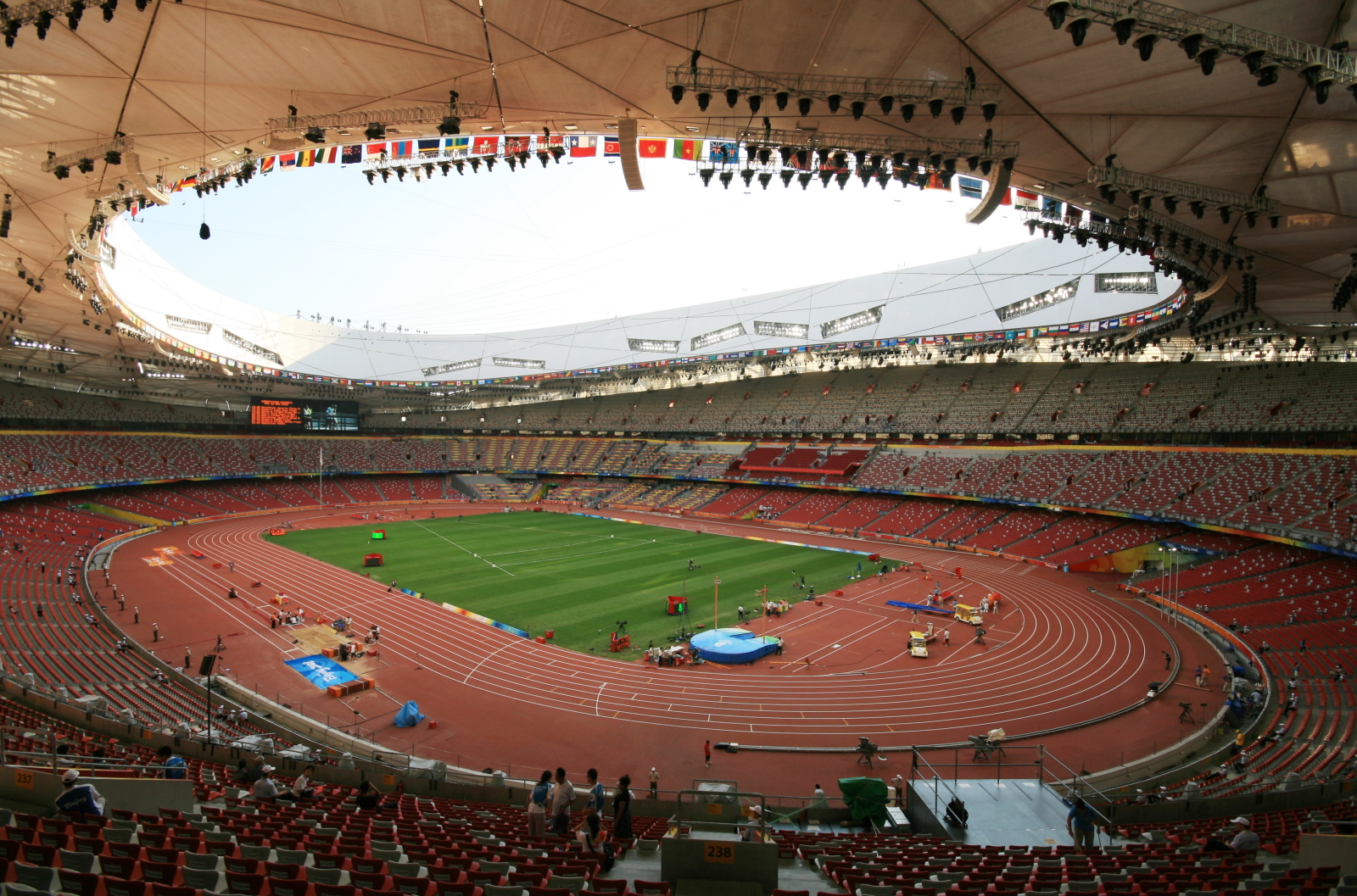

세계 육상 선수권 대회(世界陸上選手權大會)는 국제 육상 경기 연맹(IAAF)이 주관하는 세계 최대 육상 경기 대회이다. 1983년 핀란드 헬싱키에서 처음으로 열렸으며, 1991년 제3회 일본 도쿄 대회까지 4년마다 열리다가 1991년 이래 2년 (홀수)간격으로 열리고 있으며 일본에서는 TBS 홀딩스가 독점중계하고 있다.

## 역사
육상에도 세계 선수권 대회가 필요하다는 인식은 1983년 첫 대회가 열리기 훨씬 전부터 있어 왔다. 1913년 IAAF는 올림픽이 육상 종목의 세계 선수권 대회의 역할을 할 것이라고 결정했다. 이러한 생각은 50여년 동안은 기대에 부응했지만, 1960년대 후반부터 IAAF 위원들 사이에 자체적인 세계 선수권 대회를 갖고 싶어하는 열망이 자라기 시작했다. 결국 1976년 푸에르토리코에 열린 IAAF 총회에서 올림픽과 별개로 육상 세계 선수권 대회를 여는 안이 승인되었다.
이후 개최지 신청을 받은 결과 독일의 슈투트가르트와 핀란드의 헬싱키가 유치를 신청했고, IAAF는 1952년 하계 올림픽을 열었던 헬싱키를 1983년 첫대회 개최 도시로 선정했다.
해가 거듭되면서 대회의 규모도 커져갔다. 1983년 대회에는 154개국 약 1300명의 선수가 참가했지만, 2011년 대구 대회에는 참가 선수가 202개국 1945명으로 늘었다. 대회 종목에도 몇몇 변화가 있었다. 여자 경기에 새로운 종목들이 추가된 것이다. 2005년 대회부터는 남자와 여자 종목이 거의 똑같아 졌다. 남자 경기에 50 km 경보 종목이 하나 더 포함되어 있고, 여자 선수들은 110m 허들과 10종경기 대신 100m 허들과 7종경기를 한다는 점만 차이가 날뿐이다.

## 역대 대회
| 회     | 연도 | 날짜             | 개최국         | 개최 도시    | 경기장                    | 세부 종목 | 참가 선수 |
| 제1회  | 1983 | 08. 07 - 08. 14  | 핀란드         | 헬싱키       | 헬싱키 올림픽 스타디움    | 41        | 1,333     |
| 제2회  | 1987 | 08. 28 - 09. 06  | 이탈리아       | 로마         | 올림픽 경기장             | 43        | 1,451     |
| 제3회  | 1991 | 08. 23 - 09. 01  | 일본           | 도쿄         | 도쿄 국립경기장           | 43        | 1,517     |
| 제4회  | 1993 | 08. 13 - 08. 22  | 독일           | 슈투트가르트 | 고틀리프 다임러 경기장    | 44        | 1,689     |
| 제5회  | 1995 | 08. 05 - 08. 13  | 스웨덴         | 예테보리     | 울레비                    | 44        | 1,804     |
| 제6회  | 1997 | 08. 01 - 08. 10  | 그리스         | 아테네       | 아테네 올림픽 스타디움    | 44        | 1,882     |
| 제7회  | 1999 | 08. 20 - 08. 29  | 스페인         | 세비야       | 에스타디오 데 라 카르투하 | 46        | 1,821     |
| 제8회  | 2001 | 08. 03- 08. 12   | 캐나다         | 에드먼턴     | 코먼웰스 스타디움         | 46        | 1,677     |
| 제9회  | 2003 | 08. 23 - 08. 31  | 프랑스         | 파리(생드니) | 스타드 드 프랑스          | 46        | 1,679     |
| 제10회 | 2005 | 08. 06 - 08. 14  | 핀란드         | 헬싱키       | 헬싱키 올림픽 스타디움    | 47        | 1,688     |
| 제11회 | 2007 | 08 . 24 - 09. 01 | 일본           | 오사카       | 나가이 육상 경기장        | 47        | 1,800     |
| 제12회 | 2009 | 08 . 15 - 08. 23 | 독일           | 베를린       | 베를린 올림픽 스타디움    | 47        | 1,895     |
| 제13회 | 2011 | 08. 27 - 09. 04  | 대한민국       | 대구         | 대구 스타디움             | 47        | 1,945     |
| 제14회 | 2013 | 08. 10 - 08. 18  | 러시아         | 모스크바     | 루즈니키 스타디움         | 47        | 1,970     |
| 제15회 | 2015 | 08. 22 - 08. 30  | 중화인민공화국 | 베이징       | 베이징 국가체육장         | 47        | 1,771     |
| 제16회 | 2017 | 08. 05 - 08. 13  | 영국           | 런던         | 런던 올림픽 스타디움      | 48        | 2,036     |
| 제17회 | 2019 | 09. 28 - 10. 06  | 카타르         | 도하         | 칼리파 국제경기장         | 49        | 1,772     |
| 제18회 | 2022 | 07. 15 - 07. 24  | 미국           | 유진         | 헤이워드 필드             |           |           |
| 제19회 | 2023 | 08. 19 - 08. 27  | 헝가리         | 부다페스트   |                           |           |           |
| 제20회 | 2025 |                  | 일본           | 도쿄         |                           |           |           |

## 종목
| - 100m 달리기 - 200m 달리기 - 400m 달리기 - 800m 달리기 - 1500m 달리기 | - 5000m 달리기 - 1만m 달리기 - 400m 계주 - 1600m 계주 - 마라톤 | - 3000m 장애물 - 110m 허들/100m 허들 - 400m 허들 - 높이뛰기 - 장대높이뛰기 | - 멀리뛰기 - 세단뛰기 - 포환던지기 - 원반던지기 - 해머던지기 | - 창던지기 - 20 km 경보 - 50 km 경보 - 남자 10종 경기/여자 7종 경기 |

## 같이 보기
- 세계 선수권 대회
- 국제 육상 경기 연맹